# Calendários zoroastrianos
O calendário zoroastriano é um calendário religioso utilizado pelos seguidores do zoroastrismo, é usado ainda hoje pelos fiéis da religião de Zoroastro para suas festas religiosas.

## Calendário avéstico antigo
O precursor de todos os calendários zoroastristas modernos é o sistema utilizado para calcular datas do Império Aquemênida. Em 539 a.C., os governantes da Pérsia conquistaram a Babilônia e logo depois - pelo menos por volta do século IV a.C. - adotaram o  método babilônico de anotação dos meses: 12 meses contendo 30 dias. O calendário de Zoroastro segue o babilônico em relacionar o sétimo e outros dias do mês a Aúra-Masda.
Este 'Calendário avéstico' de 360 dias necessitava de correção regular para que ficasse sincronizado com o ano solar, o que foi conseguido ao se intercalar um 13.º mês mais ou menos uma vez a cada seis anos.
As intercalações nem sempre seguiam um padrão regular, mas durante o reinado de Artaxerxes II (cerca de 380 a.C.) os astrônomos utilizaram um ciclo de 19 anos que exigia a adição de um mês chamado mês Addaru II nos anos 3, 6, 8, 11, 14 e 19, e para o mês Ululu II no ano 17 do ciclo. Uma pesquisa mais antiga sugere que a primeira intercalação ocorreu em 309 a.C. 

## Desenvolvimento de um calendário de 365 dias
Cinco fases significativas parecem ter ocorrido na introdução de um calendário estável de 365 dias. Mary Boyce observou que estudiosos contemporâneos estão divididos sobre se este calendário de 365 dias foi, de fato, precedido por um calendário de 360 dias de observâncias zoroastristas.

## O acerto de contas dos anos
16 de junho de 632 é a data de início do atual ajuste de contas Zoroastro do ano. Yazdegird III foi o último monarca do  dinastia sassânida e desde que o costume na época era de contar anos de reinado desde que o monarca subiu ao trono, o acerto de contas de anos foi mantido, na ausência de um monarca Zoroastro, sob domínio islâmico. Datas zoroastristas se distinguem pelo sufixo YZ para Yazdegirdi Era. O uso "AY" também é encontrado.
A comunidade zoroastriana contemporânea em Mumbai, e em bolsões isolados da Ásia Menor, usa um cálculo alternativo de anos que antecede a Era Yazdegirdi, baseando-se em uma suposta data de nascimento de Zoroastro em 3 de março de 389 a.C. Por este calendário, 27 de julho de 2000 foi o primeiro dia do ano zoroastriano de 2390.